# Ena Harkness
'Ena Harkness' est un cultivar de rosier obtenu par le rosiériste amateur britannique Albert Norman et introduit au commerce par Harkness Roses en 1946. C'est un grand classique des jardins depuis des décennies, présent chez de nombreux professionnels et dans les jardineries. Il est issu d'un croisement 'Southport' x 'Crimson Glory'.

## Histoire
'Ena Harkness' est soulevée par l'hybrideur amateur Albert Norman avant 1940. Ami de la famille  Harkness, Norman est tailleur de diamant de profession. Il obtient cette rose par le croisement   'Southport' et 'Crimson Glory' et lui donne le nom de l'épouse de Bill Harkness. Il obtient aussi des roses comme 'Frensham', 'Vera Dalton' et 'Anne Elizabeth', introduites également au commerce par Harkness Roses. Norman devient par la suite président de la National Rose Society of Great Britain,.

## Description
Il s'agit d'un petit buisson de 60 cm de largeur et de 100 cm de hauteur très florifère. 'Ena Harkness' présente de grandes fleurs rouge sang (8 à 12 cm), de couleur plus foncée au fur et à mesure de la floraison, et au cœur turbiné. Elles sont fortement parfumées.
Sa zone de rusticité est de 6b à 9b ;  cette variété supporte donc les hivers froids.
Sa floraison est abondante et elle est remontante avec une très bonne remontée à la fin de l'été, ce qui en fait sa caractéristique la plus appréciée en plus de son éclatante couleur. De plus, elle remonte tard dans la saison.
Sa variété grimpante découverte en 1954 par Gurteen-Ritson est la plus fréquente aujourd'hui ; elle peut atteindre 3 à 4 mètres, parfois plus. Sa croissance est plutôt lente. Elle est parfaite pour couvrir les façades, les arceaux, les pergolas, etc. Elle préfère une situation ensoleillée, au sud ou à l'ouest, et même à l'est. Sa floraison est plutôt précoce.  
On peut notamment l'admirer à la roseraie du Val-de-Marne de L'Haÿ-les-Roses. Elle doit son nom à l'épouse du rosiériste britannique William E. Harkness.

## Descendance
'Ena Harkness' a donné notamment naissance à 'My Choice' (Le Grice, 1958), à 'Anne Watkins' (Watkins, 1962) et à 'Tango' (Delbard, 1978), ainsi qu'à 'Hanne' (Soenderhousen, 1959) et à 'Red Dandy' (Norman, 1959)

## Bibliographie

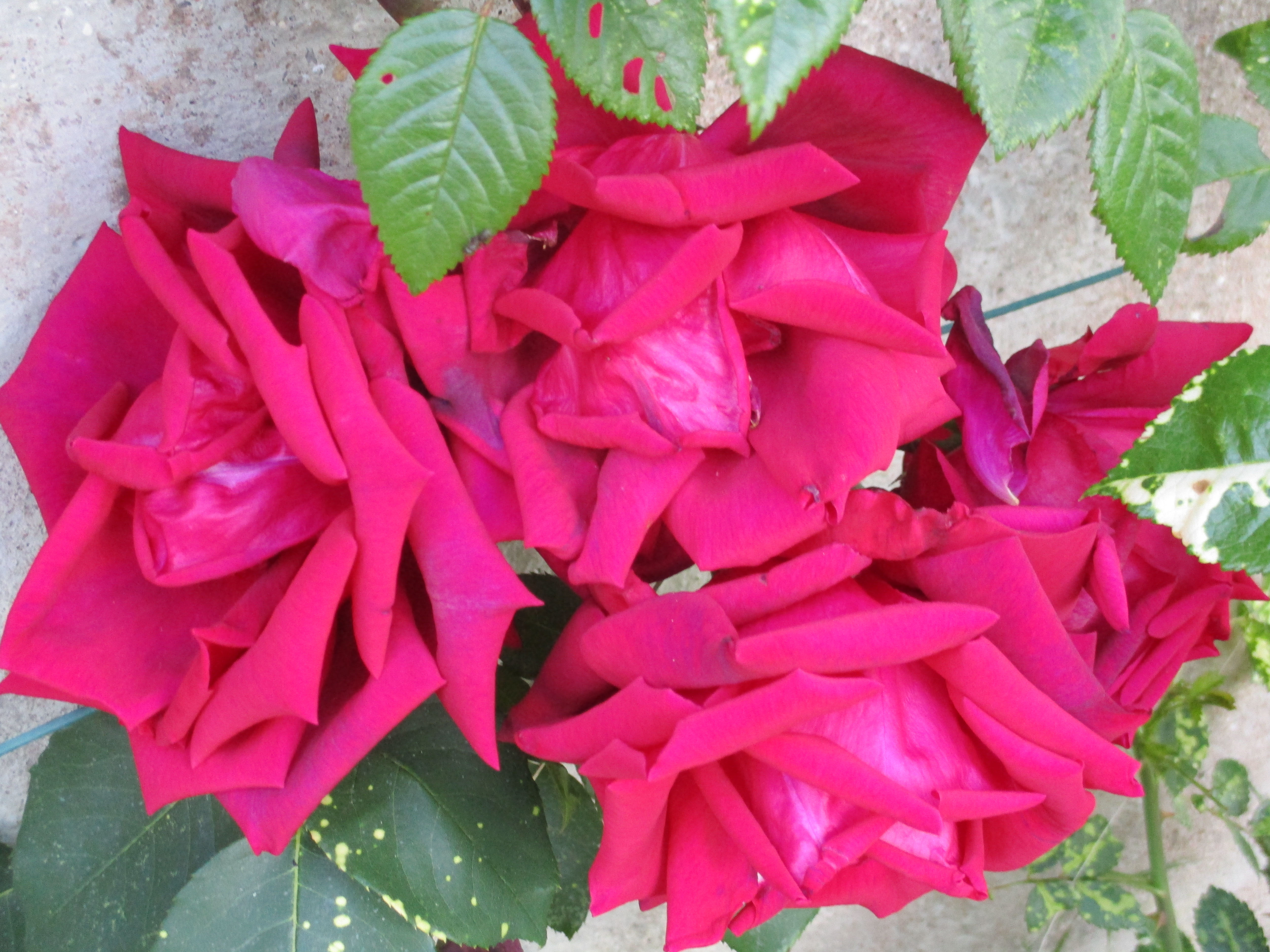
Roses 'Ena Harkness'.